# Tuffi ai campionati mondiali di nuoto 2007 - Trampolino 3 metri sincro femminile
La gara dei tuffi dal trampolino 3 metri sincro femminile dei campionati mondiali di nuoto 2007 è stata disputata il 26 marzo presso il Melbourne Sports and Aquatic Centre di Melbourne. La gara, alla quale hanno preso parte 18 coppie di atlete provenienti da altrettante nazioni, si è svolta in due turni, in ognuno dei quali le coppie hanno eseguito una serie di cinque tuffi.
La competizione è stata vinta dalla coppia cinese Wu Minxia e Guo Jingjing, mentre l'argento e il bronzo sono andati rispettivamente alla coppia tedesca Ditte Kotzian e Heike Fischer e a quella australiana Sharleen Stratton e Briony Cole.

## Programma
| Data          | Ora   | Turno       |
| ------------- | ----- | ----------- |
| 26 marzo 2007 | 10:00 | Preliminari |
| 26 marzo 2007 | 15:30 | Finale      |

## Podio
| Posizione | Atleta                        | Nazionalità |
| --------- | ----------------------------- | ----------- |
| Oro       | Wu Minxia Guo Jingjing        | Cina        |
| Argento   | Ditte Kotzian Heike Fischer   | Germania    |
| Bronzo    | Sharleen Stratton Briony Cole | Australia   |

## Risultati

### Preliminari
| Pos. | Nazione       | Atlete                                           | Punti  | Note |
| ---- | ------------- | ------------------------------------------------ | ------ | ---- |
| 1    | Cina          | Wu Minxia Guo Jingjing                           | 336.00 | Q    |
| 2    | Australia     | Sharleen Stratton Briony Cole                    | 309.66 | Q    |
| 3    | Italia        | Francesca Dallapé Noemi Batki                    | 298.29 | Q    |
| 4    | Stati Uniti   | Ariel Rittenhouse Kelci Bryant                   | 294.90 | Q    |
| 5    | Germania      | Ditte Kotzian Heike Fischer                      | 294.12 | Q    |
| 6    | Russia        | Julija Pachalina Irina Laško                     | 289.80 | Q    |
| 7    | Messico       | Paola Espinosa Laura Sánchez Soto                | 288.90 | Q    |
| 8    | Gran Bretagna | Tandi Gerrard Hayley Sage                        | 278.58 | Q    |
| 9    | Malaysia      | Elizabeth Jimie Leong Mun Yee                    | 276.96 | Q    |
| 10   | Svezia        | Martina Andrén Anna Lindberg                     | 276.54 | Q    |
| 11   | Grecia        | Ioanna Drazinou Diamantina Georgatou             | 271.77 | Q    |
| 12   | Ucraina       | Alevtyna Korolyova Olena Fedorova                | 263.04 | Q    |
| 13   | Canada        | Blythe Hartley Émilie Heymans                    | 259.80 |      |
| 14   | Taipei cinese | En−Tien Lu Hsin Lu                               | 259.23 |      |
| 15   | Macao         | Sut Kuan Choi Sut Ian Choi                       | 255.66 |      |
| 16   | Croazia       | Petra Balog Nataša Kolić                         | 248.52 |      |
| 17   | Ungheria      | Nóra Barta Villő Kormos                          | 239.55 |      |
| 18   | Indonesia     | Sari Ambarwati Suprihatin Nani Suryani Wulandari | 210.81 |      |

### Finale
| Pos. | Nazione       | Atlete                               | Punti  |
| ---- | ------------- | ------------------------------------ | ------ |
|      | Cina          | Wu Minxia Guo Jingjing               | 355.80 |
|      | Germania      | Ditte Kotzian Heike Fischer          | 318.45 |
|      | Australia     | Sharleen Stratton Briony Cole        | 313.14 |
| 4    | Ucraina       | Alevtyna Korolyova Olena Fedorova    | 302.82 |
| 5    | Svezia        | Martina Andrén Anna Lindberg         | 296.46 |
| 6    | Russia        | Julija Pachalina Irina Laško         | 296.22 |
| 7    | Messico       | Paola Espinosa Laura Sánchez Soto    | 294.90 |
| 8    | Gran Bretagna | Tandi Gerrard Hayley Sage            | 294.36 |
| 9    | Italia        | Francesca Dallapé Noemi Batki        | 290.94 |
| 10   | Stati Uniti   | Ariel Rittenhouse Kelci Bryant       | 286.80 |
| 11   | Grecia        | Ioanna Drazinou Diamantina Georgatou | 266.82 |
| 12   | Malaysia      | Elizabeth Jimie Leong Mun Yee        | 240.54 |